# Atletismo nos Jogos Pan-Americanos de 2023 - 20 km marcha atlética masculina
A competição de marcha atlética masculina (20 km) do atletismo nos Jogos Pan-Americanos de 2023 foi disputada em 29 de outubro nas ruas de Santiago, no Chile. No total, competiram 16 atletas de 10 Comitês Olímpicos Nacionais (CON).

## Calendário
Horário local (UTC-4).
| Data          | Horário | Fase  |
| ------------- | ------- | ----- |
| 29 de outubro | 10:00   | Final |

## Medalhistas
| Ouro   | ECU David Hurtado |
| Prata  | BRA Caio Bonfim   |
| Bronze | MEX Andrés Olivas |

## Recordes
Antes desta competição, os recordes mundiais e dos Jogos Pan-Americanos da prova eram os seguintes:
| Tipo                             | Atleta          | Tempo   | Local    | Data                |
| -------------------------------- | --------------- | ------- | -------- | ------------------- |
|                                  | Yusuke Suzuki   | 1:16:36 | Nomi     | 15 de março de 2015 |
| Recorde dos Jogos Pan-Americanos | Bernardo Segura | 1:20:17 | Winnipeg | 26 de julho de 1999 |

## Resultados
Estes foram os resultados:
| Pos. | Atleta            | Nacionalidade                       | Tempo   | Notas           |
| ---- | ----------------- | ----------------------------------- | ------- | --------------- |
| 01 ! | David Hurtado     | ECU Equador                         | 1:19:20 |                 |
| 02 ! | Caio Bonfim       | BRA Brasil                          | 1:19:24 |                 |
| 03 ! | Andrés Olivas     | MEX México                          | 1:19:56 |                 |
| 4    | José Barrondo     | EAI Equipe de Atletas Independentes | 1:20:15 |                 |
| 5    | Matheus Corrêa    | BRA Brasil                          | 1:20:19 | Recorde pessoal |
| 6    | Jose Doctor       | MEX México                          | 1:20:33 |                 |
| 7    | César Rodríguez   | PER Peru                            | 1:20:49 |                 |
| 8    | Luis Henry Campos | PER Peru                            | 1:22:03 |                 |
| 9    | Evan Dunfee       | CAN Canadá                          | 1:22:14 |                 |
| 10   | José Montaña      | COL Colômbia                        | 1:26:12 |                 |
| 11   | José Ortiz        | EAI Equipe de Atletas Independentes | 1:28:16 |                 |
| 12   | Juan Cano         | ARG Argentina                       | 1:28:28 |                 |
| 13   | Nick Christie     | USA Estados Unidos                  | 1:30:00 |                 |
| 14   | Emmanuel Corvera  | USA Estados Unidos                  | 1:36:21 |                 |
| 15   | Brian Pintado     | ECU Equador                         | DNF     |                 |
| 16   | Yassir Cabrera    | PAN Panamá                          | DNF     |                 |

Legenda
| Recorde mundial                  | Recorde mundial (World record)               |                       | Recorde africano                      | Recorde africano (African) |                                           | Q | Classificado por posição (Qualified) |
| Recorde dos Jogos Pan-Americanos | Recorde pan-americano (Pan-American record)  | Recorde da América    | Recorde da América (Americas)         | q                          | Classificado por melhor tempo (Qualified) |   |                                      |
| Melhor marca do ano              | Melhor marca do ano (World leading)          | Recorde asiático      | Recorde asiático (Asian)              | DNS                        | Não largou (Did not start)                |   |                                      |
| Recorde nacional                 | Recorde nacional (National record)           | Recorde europeu       | Recorde europeu (European)            | DNF                        | Não terminou (Did not finish)             |   |                                      |
| Recorde pessoal                  | Recorde pessoal do atleta (Personal best)    | Recorde da Oceania    | Recorde da Oceania (Oceania)          | DSQ / DQ                   | Desclassificado (Disqualified)            |   |                                      |
| Recorde da temporada             | Recorde da temporada do atleta (Season best) | Recorde sul-americano | Recorde sul-americano (South America) | NM                         | Sem marca (No mark)                       |   |                                      |